# Maryborough (Queensland)
Maryborough é uma cidade situada no sudeste de Queensland, Austrália, encontra-se localizada a aproximadamente 255 km ao norte da capital do estado, Brisbane. A cidade contava com uma população de 15.406 habitantes segundo o censo do ano 2016.

## História
Maryborough foi fundada em 1847, proclamou-se município no ano 1861 e converteu-se em cidade no ano 1905. Durante a década de 1800, a cidade foi um importante porto primeiramente aos imigrantes que chegavam a Queensland de todas partes do mundo. Com o tempo a cidade tornou-se uma cidade de fornecimento de serviços para muitas indústrias, incluindo a extracção de ouro, lã, madeira e açúcar.

## Economia
O turismo desempenha um papel importante nesta cidade. A principal empresa industrial da cidade é EDI Rail (ex Walkers Limited), uma empresa de engenharia pesada que tem construído a maior parte do material rolante e comboios para a empresa Queensland Rail e nos últimos anos tem participado na construção naval. A EDI, junto com Bombardier Transportation, lançaram em 2004 em Perth o Transperth que é uma série moderna dos comboios da série Transperth B-series construídos em Maryborough.